# Frequentiebereik
Het frequentiebereik is het gebied tussen de laagst en de hoogst bereikbare frequentie van een apparaat, bijvoorbeeld een luidspreker, geluidsdrager of toongenerator.
Onder ambitus (of soms ook bereik genoemd) wordt in de muziek verstaan: het frequentiebereik van een muziekinstrument, zangstem, of tonenreeks, dat wil zeggen de omvang van het aantal speelbare tonen.